# Aeroportul Kinmen
Aeroportul Kinmen (chineză: 金門機場) (IATA: KNH, ICAO: RCBS) este un aeroport din 金湖鎮⁠(d), 金門縣⁠(d), 福建省⁠(d), Taiwan ce deservește zona 金門縣⁠(d). Aeroportul a fost tranzitat în decembrie 2020 de 133.671 de pasageri. A fost deschis în 1 martie 1994 și numit după zona deservită.
Situat la o altitudine de 17 m, aeroportul dispune de 2 piste. Este operat de Civil Aeronautics Administration⁠(d).

## Infrastructură

### Piste
Aeroportul dispune de 2 piste. Pista 06 are suprafața de Bitum și dimensiunile 2.524 m × 45 m. Pista 24 are suprafața de Bitum și dimensiunile 3.004 m × 45 m. 